# Мерзлікін Микола Іванович
Микола Іванович Мерзлікін (1 вересня 1936, Київ — 27 червня 2006, Київ) — радянський, український актор та режисер. Заслужений діяч мистецтв УРСР (1979). Лауреат Державної премії України ім. Т.Шевченка (1999). Народний артист України (2002).

## Біографія
Народився в родині службовців. Закінчив Київський електротехнічний технікум (1957) та режисерський факультет Київського державного інституту театрального мистецтва ім. І. Карпенка-Карого (1964).
Працював режисером у театрах Маріуполя, Донецька, Києва.
З 1970 р. — актор і режисер Київської кіностудії ім. О. П. Довженка.
З 1985 р. — головний режисер Дитячого музичного театру в Києві.
Був членом Національної спілки кінематографістів України.

## Фільмографія
Знявся у фільмах:
- «Тут нам жити» (1972, Яків Чигирин)
- «Абітурієнтка» (1973, Микола Васильович)
- «Кожен день життя» (1973, Доценко)
- «За власним бажанням» (1973)
- «Між небом і землею» (1975)
- «Небо—земля—небо» (1975, Іван Гай)
- «Хвилі Чорного моря» (1975)
- «Театр невідомого актора» (1976, Єрмолаєв)
- «Р. В. Р.» (1977, батько)
- «Запрошення до танцю» (1977)
- «Ти тільки не плач» (1979, льотчик)
- «Підпільний обком діє» (1979)
- «Вишневі ночі» (1992) та ін.